# Sarchop
Sarchop oder Sharchops (Dzongkha: ཤར་ཕྱོགས་པ, Wylie: shar phyogs pa; „Ostler“) sind eine Bevölkerungsgruppe in Bhutan. Sie entstanden aus der Mischung von Tibetern, Südost-Asiaten und Süd-Asiaten und bevölkern größtenteils die östlichen Distrikte von Bhutan.

## Ethnie
Sarchop sind ein indo-mongoloides Volk, dessen Herkunft in Assam, Arunachal Pradesh, oder auch Burma vermutet wird. Die Anfänge liegen um 1200–800 v. Chr. George van Driem hat 1993 darauf hingewiesen, dass Sarchop eng verwandt mit den Monba (Mönpa) sind und dass beide die Nachfahren von ursprünglichen tibetischen Völkern der vor-Ngalop-Periode sind. Aufgrund der gesellschaftlichen Vorherrschaft der Dzongkha-sprachigen Bhutanesen, werden Sarchop jedoch in Bhutan marginalisiert und manchmal auch verfolgt. Die Sarchop sind die größte ethnische Minderheit in Bhutan.

## Bevölkerung
Die Sarchop stellen den größten Teil der Bevölkerung in Ost-Bhutan, wobei das Land 2010 insgesamt nur eine Bevölkerung von ca. 708.500 Personen hatte. Auch wenn sie die größte einheitliche und abgegrenzte ethnische Gruppe in Bhutan darstellen, sind sie jedoch auch größtenteils in die kulturell und politisch dominante Tibetische Ngalop-Kultur assimiliert. Nach offiziellen Statistiken bildeten Ngalop, Sarchop und weitere Stammesgruppen zusammen bis zu 72 % der Bevölkerung in den 1980ern. Die Volkszählung 1981 verzeichnet Sarchop mit 30 % der Bevölkerung und Ngalops mit ca. 17 %. Das The World Factbook jedoch schätzt, dass die „Bhote“, Ngalop und Sarchop zusammen, nur ca. 50 % der Bevölkerung von Bhutan ausmachen, etwa 354.200 Personen.

## Sprache
Die meisten Sarchop sprechen die Tshangla-Sprache, eine tibetobirmanische Sprache; einige sprechen Olekha-Sprache. Außerdem lernen sie die Nationalsprache Dzongkha. Aufgrund ihrer Verbindungen zu Nordost-Indien gibt es Sprecher des Assamesischen. Und auch Bodo ist teilweise bekannt.
Tshangla wird auch von der Monba-Minderheit in China, vor allem in den Bezirken Mêdog, Nyingchi und Dirang gesprochen. Tshangla hat auch Ähnlichkeiten mit den Sprachen Kalaktang und Dirang der Monba von Arunachal Pradesh, Indien.

## Kultur
Sarchop lebten traditionell vom Brandrodungs-Wanderfeldbau (slash-and-burn) und von tsheri-Landwirtschaft, mit Trocken-Reis-Anbau über drei bis vier Jahre, bis die Böden erschöpft sind. Danach werden die nächsten Flächen gerodet. Diese Praktiken sind allerdings in Bhutan seit 1969 offiziell verboten.
Die meisten Sarchop folgen matrilinearen Vererbungslinien in der Vererbung von Land und Haustieren.

## Religion
Die Sarchop folgen größtenteils dem Tibetischen Buddhismus mit Elementen des Bön. Die Bewohner der Duars (दोआर) folgen dem Animismus.